# Victorien Adebayor
Zakari Victorien Adjé Adebayor (Niamey, 12 novembre 1996) è un calciatore nigerino, centrocampista del GNN e della nazionale nigerina.

## Carriera

### Club
Dopo gli inizi in patria con il Douanes Niamey, nel 2017 si trasferisce in Europa ai francesi del Raon-l'Étape, dove non colleziona nessuna presenza in campionato, facendo così ritorno in patria, firmando un contratto con il GNN. Nel 2018, firma un contratto con i ghanesi dell'Inter Allies. La stagione 2018 si chiude con un bottino di sette reti in 12 partite. Il 29 agosto 2018, la società danese del Vejle comunica di aver preso in prestito il giocatore fino al 30 giugno 2019, ma la trattativa non si chiude correttamente, e così il giocatore torna all'Inter Allies. Ritornato in Ghana, in due anni colleziona 12 reti in 13 partite. Il 4 ottobre 2020, dopo due anni, ritorna in Danimarca, firmando un contratto con l'HB Køge.

### Nazionale
Ha esordito con la nazionale nigerina il 31 marzo 2015, nell'amichevole persa per 2-0 con la Mauritania.

## Statistiche

### Cronologia presenze e reti in nazionale
Aggiornato al 28 maggio 2023

| Cronologia completa delle presenze e delle reti in nazionale ― Niger | Cronologia completa delle presenze e delle reti in nazionale ― Niger | Cronologia completa delle presenze e delle reti in nazionale ― Niger | Cronologia completa delle presenze e delle reti in nazionale ― Niger | Cronologia completa delle presenze e delle reti in nazionale ― Niger | Cronologia completa delle presenze e delle reti in nazionale ― Niger | Cronologia completa delle presenze e delle reti in nazionale ― Niger | Cronologia completa delle presenze e delle reti in nazionale ― Niger |
| Data                                                                 | Città                                                                | In casa                                                              | Risultato                                                            | Ospiti                                                               | Competizione                                                         | Reti                                                                 | Note                                                                 |
| -------------------------------------------------------------------- | -------------------------------------------------------------------- | -------------------------------------------------------------------- | -------------------------------------------------------------------- | -------------------------------------------------------------------- | -------------------------------------------------------------------- | -------------------------------------------------------------------- | -------------------------------------------------------------------- |
| 31-3-2015                                                            | Nouakchott                                                           | Mauritania                                                           | 2 – 0                                                                | Niger                                                                | Amichevole                                                           | -                                                                    | 81’                                                                  |
| 6-6-2015                                                             | Niamey                                                               | Niger                                                                | 2 – 1                                                                | Gabon                                                                | Amichevole                                                           | -                                                                    | 45’                                                                  |
| 8-9-2015                                                             | Port Harcourt                                                        | Nigeria                                                              | 2 – 0                                                                | Niger                                                                | Amichevole                                                           | -                                                                    | 67’                                                                  |
| 9-10-2015                                                            | Addis Abeba                                                          | Somalia                                                              | 0 – 2                                                                | Niger                                                                | Qual. Mondiali 2018                                                  | -                                                                    | 79’                                                                  |
| 13-10-2015                                                           | Niamey                                                               | Niger                                                                | 4 – 0                                                                | Somalia                                                              | Qual. Mondiali 2018                                                  | -                                                                    | 70’                                                                  |
| 13-11-2015                                                           | Niamey                                                               | Niger                                                                | 0 – 3                                                                | Camerun                                                              | Qual. Mondiali 2018                                                  | -                                                                    | 87’                                                                  |
| 29-3-2016                                                            | Niamey                                                               | Niger                                                                | 1 – 2                                                                | Senegal                                                              | Qual. Coppa d'Africa 2017                                            | 1                                                                    |                                                                      |
| 4-6-2016                                                             | Windhoek                                                             | Namibia                                                              | 1 – 0                                                                | Niger                                                                | Qual. Coppa d'Africa 2017                                            | -                                                                    |                                                                      |
| 4-9-2016                                                             | Niamey                                                               | Niger                                                                | 3 – 1                                                                | Burundi                                                              | Qual. Coppa d'Africa 2017                                            | 1                                                                    |                                                                      |
| 10-6-2017                                                            | Niamey                                                               | Niger                                                                | 0 – 0                                                                | eSwatini                                                             | Qual. Coppa d'Africa 2019                                            | -                                                                    | 77’                                                                  |
| 5-9-2017                                                             | Agadir                                                               | Niger                                                                | 2 – 0                                                                | Mauritania                                                           | Amichevole                                                           | 1                                                                    |                                                                      |
| 27-5-2018                                                            | Niamey                                                               | Niger                                                                | 3 – 3                                                                | Rep. Centrafricana                                                   | Amichevole                                                           | 1                                                                    |                                                                      |
| 2-6-2018                                                             | Niamey                                                               | Niger                                                                | 2 – 1                                                                | Uganda                                                               | Amichevole                                                           | 2                                                                    |                                                                      |
| 13-10-2018                                                           | Tunisi                                                               | Tunisia                                                              | 1 – 0                                                                | Niger                                                                | Qual. Coppa d'Africa 2019                                            | -                                                                    | 69’                                                                  |
| 16-10-2018                                                           | Niamey                                                               | Niger                                                                | 1 – 2                                                                | Tunisia                                                              | Qual. Coppa d'Africa 2019                                            | -                                                                    |                                                                      |
| 18-11-2018                                                           | Manzini                                                              | eSwatini                                                             | 1 – 2                                                                | Niger                                                                | Qual. Coppa d'Africa 2019                                            | 2                                                                    | 45’ 55’                                                              |
| 23-3-2019                                                            | Niamey                                                               | Niger                                                                | 1 – 1                                                                | Egitto                                                               | Qual. Coppa d'Africa 2019                                            | -                                                                    | 60’                                                                  |
| 10-10-2019                                                           | Niamey                                                               | Niger                                                                | 1 – 1                                                                | Zambia                                                               | Amichevole                                                           | -                                                                    | 45’                                                                  |
| 13-10-2019                                                           | Niamey                                                               | Niger                                                                | 0 – 2                                                                | Rep. Centrafricana                                                   | Amichevole                                                           | -                                                                    | 45’                                                                  |
| 16-11-2019                                                           | Abidjan                                                              | Costa d'Avorio                                                       | 1 – 0                                                                | Niger                                                                | Qual. Coppa d'Africa 2021                                            | -                                                                    | 78’                                                                  |
| 19-11-2019                                                           | Niamey                                                               | Niger                                                                | 2 – 6                                                                | Madagascar                                                           | Qual. Coppa d'Africa 2021                                            | -                                                                    | 45’                                                                  |
| 10-10-2020                                                           | Niamey                                                               | Niger                                                                | 2 – 0                                                                | Ciad                                                                 | Amichevole                                                           | 1                                                                    |                                                                      |
| 13-10-2020                                                           | Niamey                                                               | Niger                                                                | 1 – 0                                                                | Sierra Leone                                                         | Amichevole                                                           | -                                                                    | 70’                                                                  |
| 26-3-2021                                                            | Niamey                                                               | Niger                                                                | 0 – 3                                                                | Costa d'Avorio                                                       | Qual. Coppa d'Africa 2021                                            | -                                                                    | 69’                                                                  |
| 30-3-2021                                                            | Antananarivo                                                         | Madagascar                                                           | 0 – 0                                                                | Niger                                                                | Qual. Coppa d'Africa 2021                                            | -                                                                    |                                                                      |
| 5-6-2021                                                             | Manavgat                                                             | Gambia                                                               | 2 – 0                                                                | Niger                                                                | Amichevole                                                           | -                                                                    | 79’                                                                  |
| 11-6-2021                                                            | Manavgat                                                             | Guinea                                                               | 2 – 1                                                                | Niger                                                                | Amichevole                                                           | 1                                                                    | 21’ 76’                                                              |
| 2-9-2021                                                             | Marrakech                                                            | Niger                                                                | 0 – 2                                                                | Burkina Faso                                                         | Qual. Mondiali 2022                                                  | -                                                                    | 90’                                                                  |
| 6-9-2021                                                             | Marrakech                                                            | Gibuti                                                               | 2 – 4                                                                | Niger                                                                | Qual. Mondiali 2022                                                  | 2                                                                    | 80’                                                                  |
| 8-10-2021                                                            | Blida                                                                | Algeria                                                              | 6 – 1                                                                | Niger                                                                | Qual. Mondiali 2022                                                  | -                                                                    | 45’                                                                  |
| 12-10-2021                                                           | Niamey                                                               | Niger                                                                | 0 – 4                                                                | Algeria                                                              | Qual. Mondiali 2022                                                  | -                                                                    |                                                                      |
| 12-11-2021                                                           | Ouagadougou                                                          | Burkina Faso                                                         | 1 – 1                                                                | Niger                                                                | Qual. Mondiali 2022                                                  | -                                                                    | 61’                                                                  |
| 15-11-2021                                                           | Niamey                                                               | Niger                                                                | 7 – 2                                                                | Gibuti                                                               | Qual. Mondiali 2022                                                  | 3                                                                    | 82’                                                                  |
| 23-3-2022                                                            | Nouakchott                                                           | Niger                                                                | 1 – 1                                                                | Mozambico                                                            | Amichevole                                                           | 1                                                                    | 70’                                                                  |
| 26-3-2022                                                            | Nouakchott                                                           | Niger                                                                | 1 – 2                                                                | Libia                                                                | Amichevole                                                           | 1                                                                    | 45’                                                                  |
| 4-6-2022                                                             | Cotonou                                                              | Niger                                                                | 1 – 1                                                                | Tanzania                                                             | Qual. Coppa d'Africa 2023                                            | -                                                                    | 83’                                                                  |
| 8-6-2022                                                             | Entebbe                                                              | Uganda                                                               | 1 – 1                                                                | Niger                                                                | Qual. Coppa d'Africa 2023                                            | -                                                                    | 77’                                                                  |
| 23-9-2022                                                            | Alessandria d'Egitto                                                 | Egitto                                                               | 3 – 0                                                                | Niger                                                                | Amichevole                                                           | -                                                                    | 54’ 62’                                                              |
| 25-9-2022                                                            | Alessandria d'Egitto                                                 | Niger                                                                | 0 – 0                                                                | Liberia                                                              | Amichevole                                                           | -                                                                    | 28’                                                                  |
| 23-3-2023                                                            | Algeri                                                               | Algeria                                                              | 2 – 1                                                                | Niger                                                                | Qual. Coppa d'Africa 2023                                            | -                                                                    | 26’ 72’                                                              |
| 27-3-2023                                                            | Tunisi                                                               | Niger                                                                | 0 – 1                                                                | Algeria                                                              | Qual. Coppa d'Africa 2023                                            | -                                                                    | 83’                                                                  |
| 18-6-2023                                                            | Dar es Salaam                                                        | Tanzania                                                             | 1 – 0                                                                | Niger                                                                | Qual. Coppa d'Africa 2023                                            | -                                                                    | 87’                                                                  |
| Totale                                                               |                                                                      | Presenze                                                             | 42                                                                   |                                                                      | Reti                                                                 | 17                                                                   |                                                                      |

## Palmarès

### Individuale
- Capocannoniere del campionato ghanese: 1

2019-2020 (12 reti)